# Брабазон, Чауорт, 6-й граф Мит
Чауорт Брабазон, 6-й граф Мит (англ. Chaworth Brabazon, 6th Earl of Meath; 1686 — 14 мая 1763) — англо-ирландский пэр. Он носил титул учтивости — виконт Брабазон с 1707 по 1715 год.

## Биография
Родился в 1686 году. Старший сын Шамбре Брабазона, 5-го графа Мита (ок. 1645—1715), и Джулианы Чауорт (ок. 1655—1692), дочери Патрика Чауорта, 3-го виконта Чауорта (1635—1693), и Грейс Мэннерс.
Он заседал в Ирландской палате общин от графства Дублин с 1713 по 1714 год. 9 марта 1714 года Чауорт Брабазон был вызван в Ирландскую палату лордов по ускоренному приказу как барон Арди из графства Лаут (Пэрство Ирландии).
1 апреля 1715 года после смерти своего отца Чауорт Брабазон унаследовал титул 6-го графа Мита (Пэрство Ирландии).
Губернатор графства Дублин и графства Уиклоу, член Тайного совета Ирландии с 1716 года.
В качестве графа Чауорт Брабазон руководил строительством таунхауса графа Мита «Арди-хаус» в Кумбе в 1719 году, который простоял более 200 лет, прежде чем был снесен в 1943 году.
11 декабря 1731 года лорд Мит женился на Джулиане (? — 12 декабря 1758), дочери сэра Томаса Прендергаста, 1-го баронета (ок. 1660—1709), и Пенелопы Кадоган. У супругов не было детей.
Лорд Мит скончался 14 мая 1763 года в Кале. Ему наследовал его младший брат, Эдвард Брабазон, 7-й граф Мит.